# 京樽
株式会社京樽（きょうたる）は、東京都中央区日本橋人形町に本社を置く企業である。

## 概要
持ち帰り寿司の「京樽」、寿司店の「回転寿司みさき」「すし三崎丸」などを運営している。
東京証券取引所一部上場企業であったが、1997年（平成9年）1月に会社更生法適用を受けた。この際の負債総額は1013億円。その後、JASDAQ市場（現在の東京証券取引所スタンダード市場）への再上場を果たしたが、吉野家D&C（現・吉野家ホールディングス）の完全子会社となり、再度上場廃止している。
2021年2月26日、株式会社スシローグローバルホールディングスは同年4月1日、吉野家ホールディングスが保有する当社全株式を取得し、完全子会社化することを発表した。4月1日、株式会社FOOD & LIFE COMPANIES（同日スシローグローバルホールディングスから商号変更）の完全子会社となった。
かつては、レスリング部を有し、栄和人が選手兼女子レスリング部コーチとして所属していた。

## 運営店舗
テイクアウト事業
京樽、関山、SUSHI COAST、Sushi Avenue K's、SUSHI DELISEA、京味燈、おむすび重吉
外食事業（イートイン事業）
すし三崎丸、すし遊洛、回転寿司みさき、日本橋粋、人形町粋

## 沿革
- 1932年3月 - 京都・河原町の割烹料理店として創業。
- 1938年3月 - 東京・日本橋人形町に料亭「京樽」開業。
- 1950年2月 - 平安興業株式会社設立。
- 1952年7月 - 東京・上野にテイクアウト店「京樽」1号店開店。
- 1954年4月 - 平安興業株式会社から株式会社京樽に商号変更。
- 1979年11月 - ファミリーレストランに進出。
- 1980年7月 - 株式を店頭公開。
- 1982年9月 - 東京証券取引所二部上場。
- 1984年6月 - 東京証券取引所一部上場。
- 1997年
  - 1月19日 - 会社更生法の適用を申請し、倒産。
  - 4月20日 - 上場廃止。
  - 11月 - 東京・目黒駅前に回転寿司の「海鮮三崎港」1号店開店。
- 1998年10月 - ファミリーレストラン形態の「京樽」全店を、レストラン「海鮮三崎港」に業態変更。
- 2001年11月 - 東京・新小岩駅前に100円均一寿司の「すし三崎丸」1号店開店。
- 2002年4月 - 更生手続終了。
- 2005年9月 - ジャスダックに株式再上場。
- 2008年10月 - イートイン事業の不振から、11月末までにファミリーレストラン店全23店舗（ファミリーレストラン型の「海鮮三崎港」16店と「わのか」7店）の閉鎖を発表（回転寿司店の「海鮮三崎港」は存続）[5][6]。
- 2011年
  - 6月28日 - 上場廃止（2度目）。
  - 7月1日 - 吉野家ホールディングスによる完全子会社化。これに伴い、2012年6月より吉野家の株主優待制度対象店舗となる。
- 2018年9月27日 - 会社分割により「株式会社京樽準備会社」に事業承継。「株式会社京樽準備会社」を「株式会社京樽」に、これまでの「株式会社京樽」を「株式会社京樽分割会社」にそれぞれ商号変更[7]。
- 2019年2月1日 - 吉野家ホールディングスが京樽分割会社を吸収合併[8]。
- 2021年
  - 4月1日 - FOOD & LIFE COMPANIES（旧・スシローグローバルホールディングス）が吉野家ホールディングスが保有する当社全株式を取得し、完全子会社化[3][4]。
  - 11月18日、寿司チェーン「海鮮三崎港」を「回転寿司みさき」に、順次リブランディングする事が発表された。「FOOD & LIFE COMPANIES」の子会社化により、食材の調達力が上がったこと理由に、商品ラインアップを強化した。

## ギャラリー

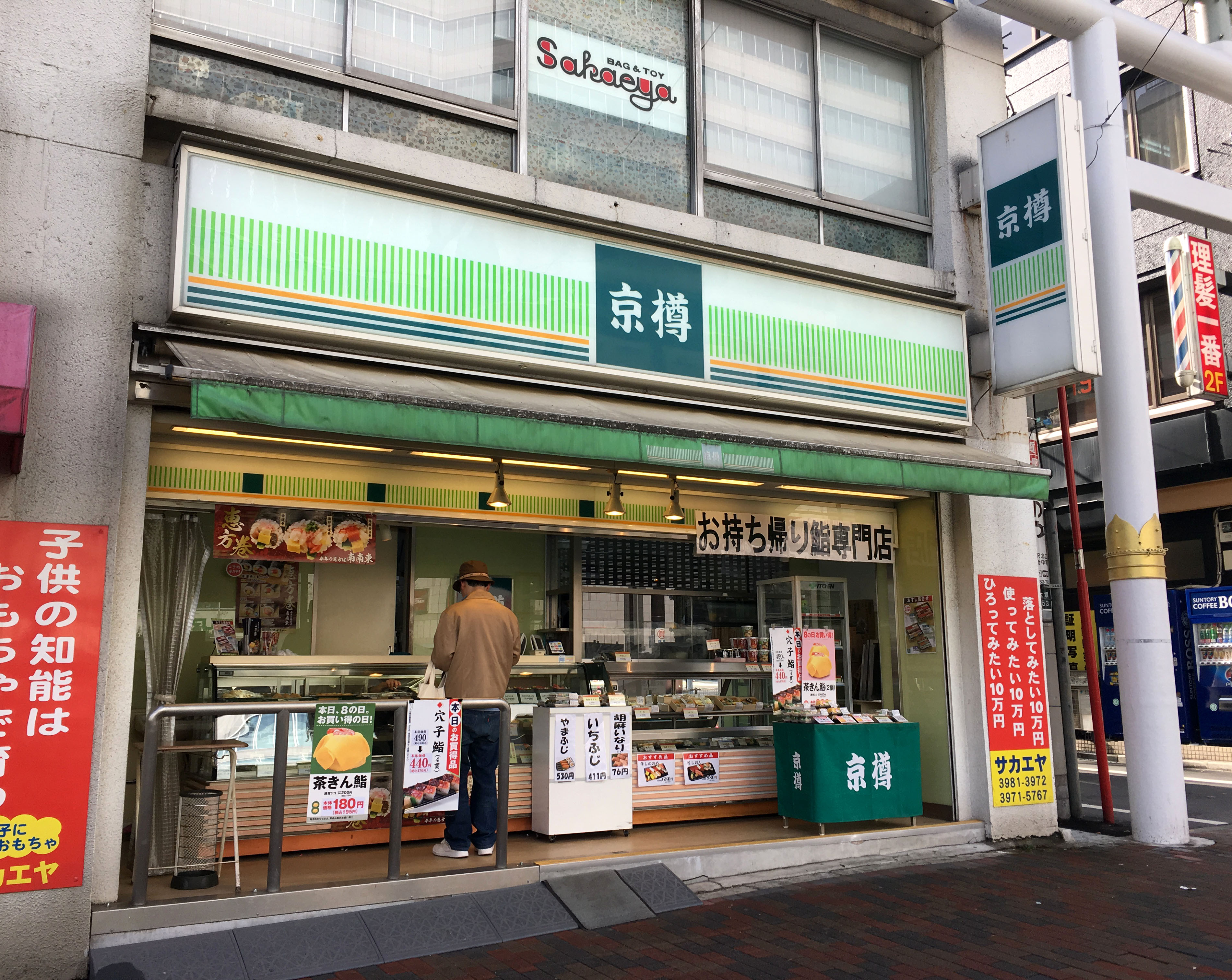
「京樽」大塚南口店
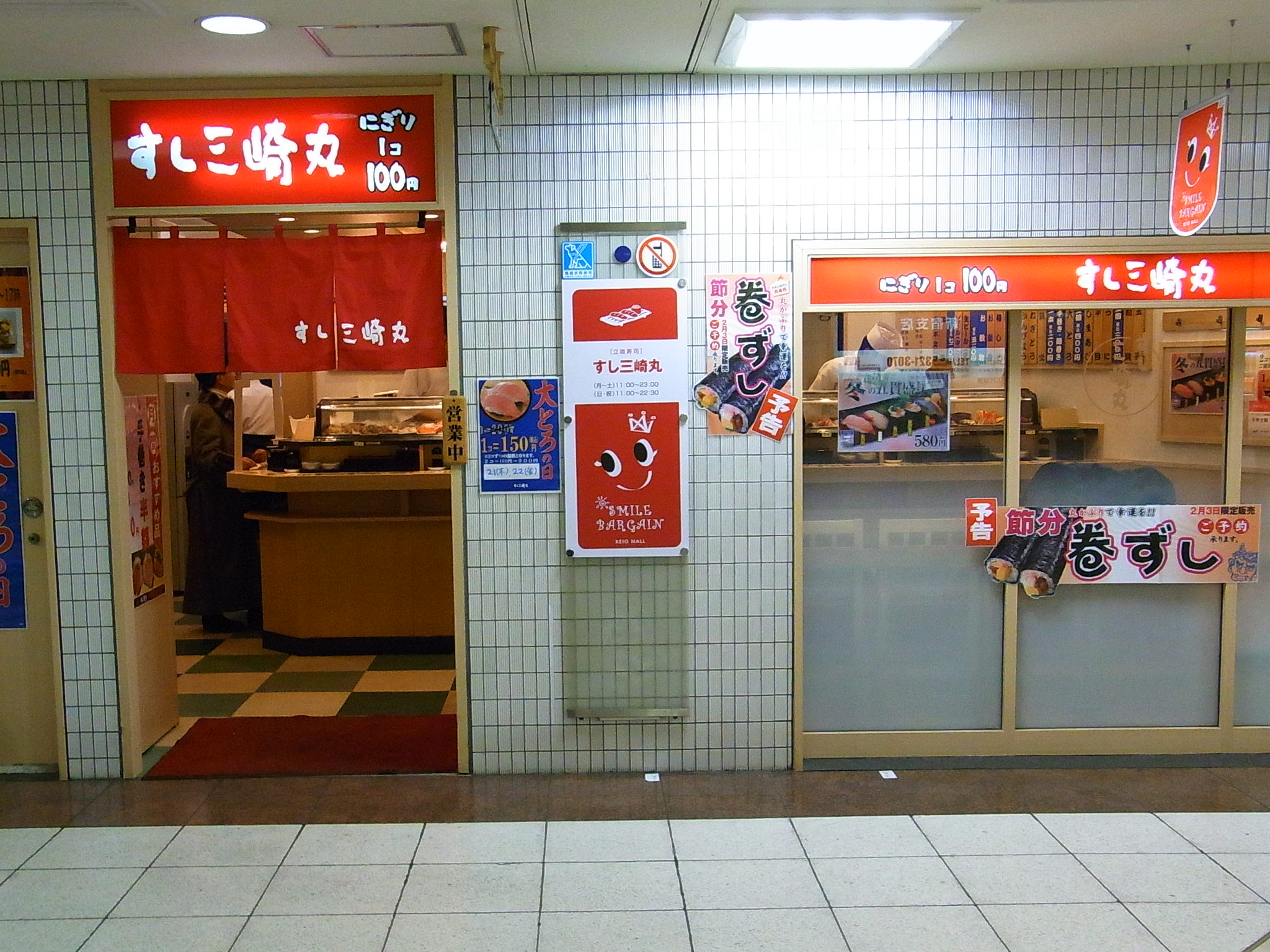
「すし三崎丸」新宿店
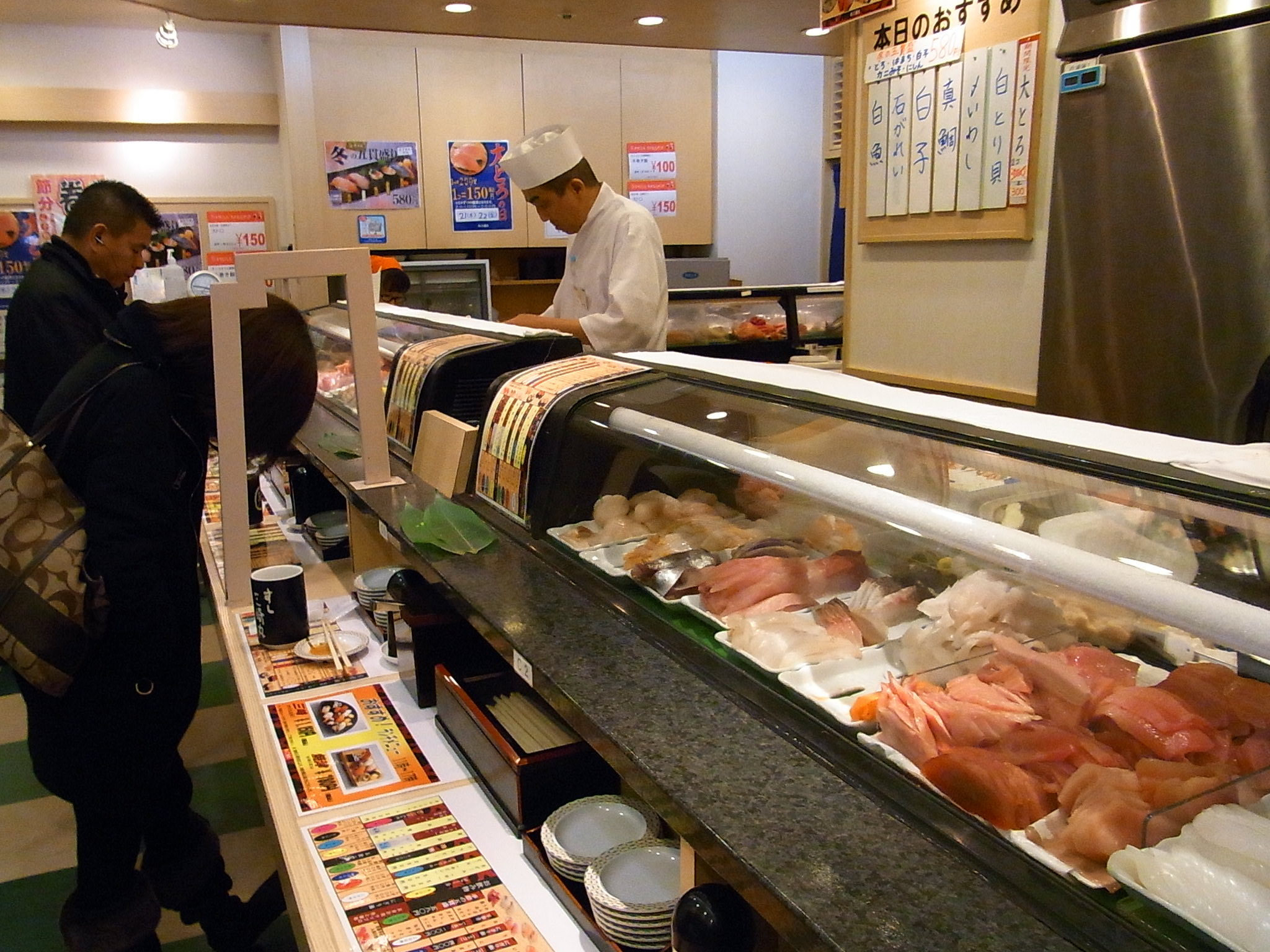
「すし三崎丸」新宿店
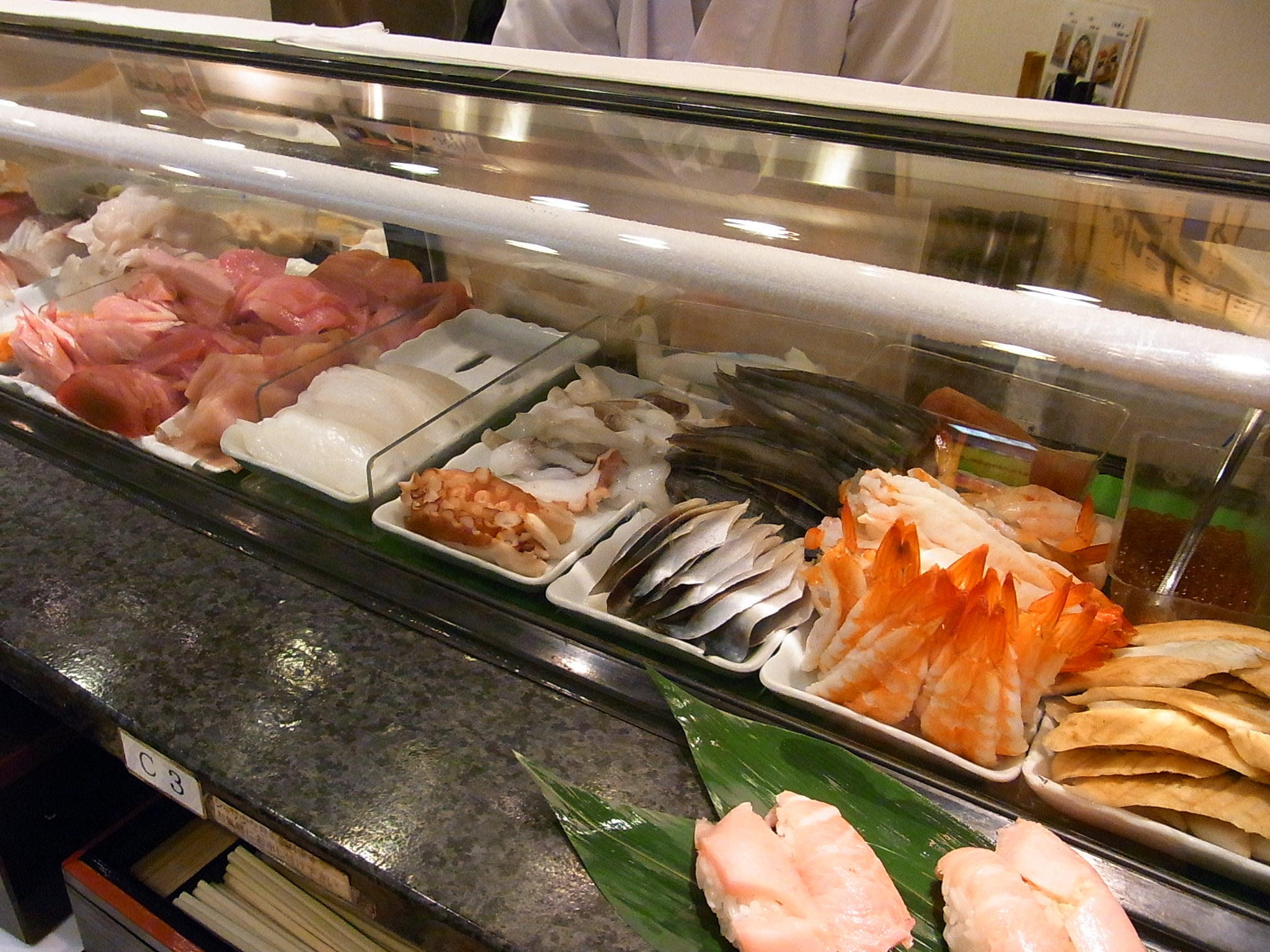
「すし三崎丸」新宿店
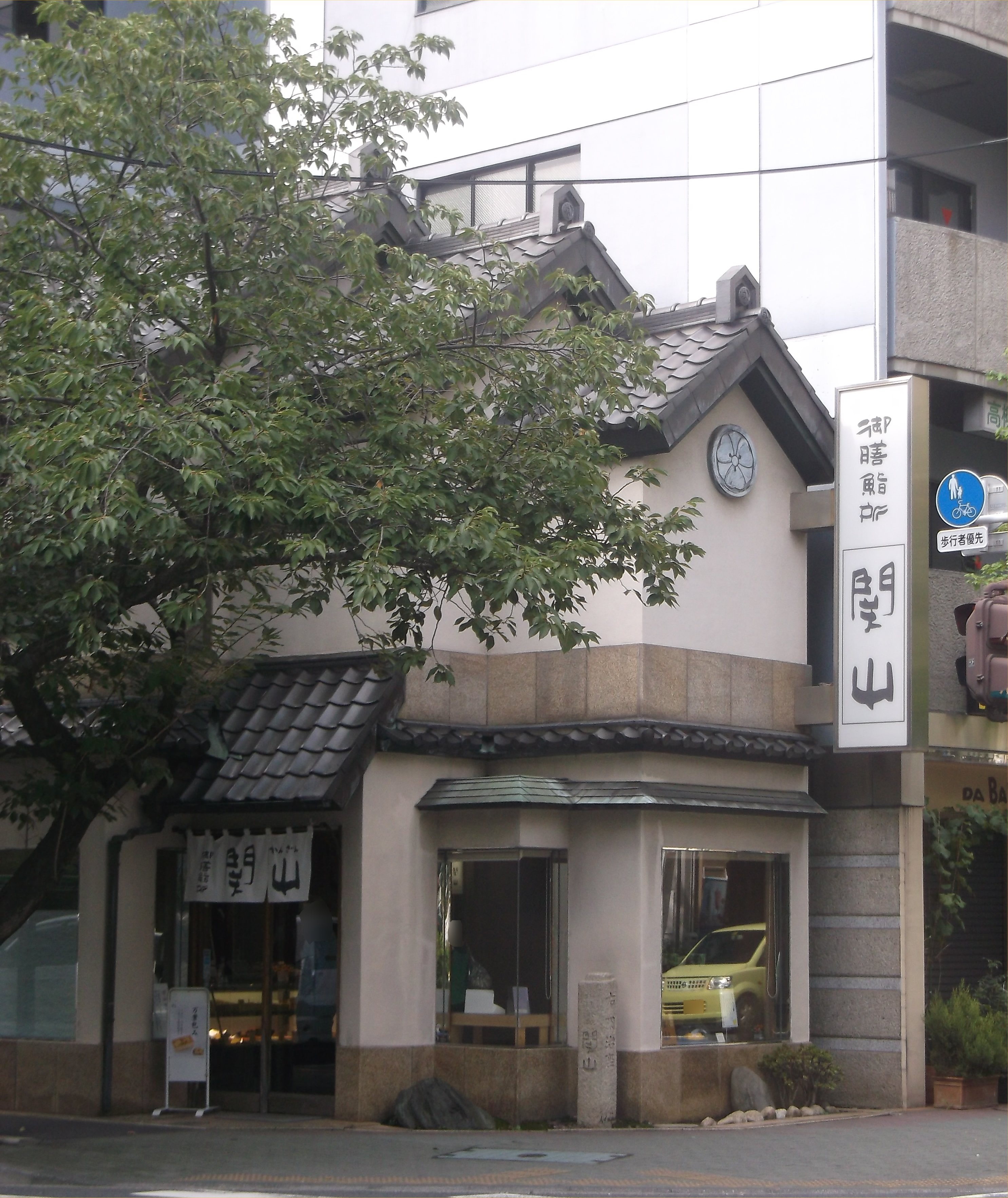
「関山」人形町店
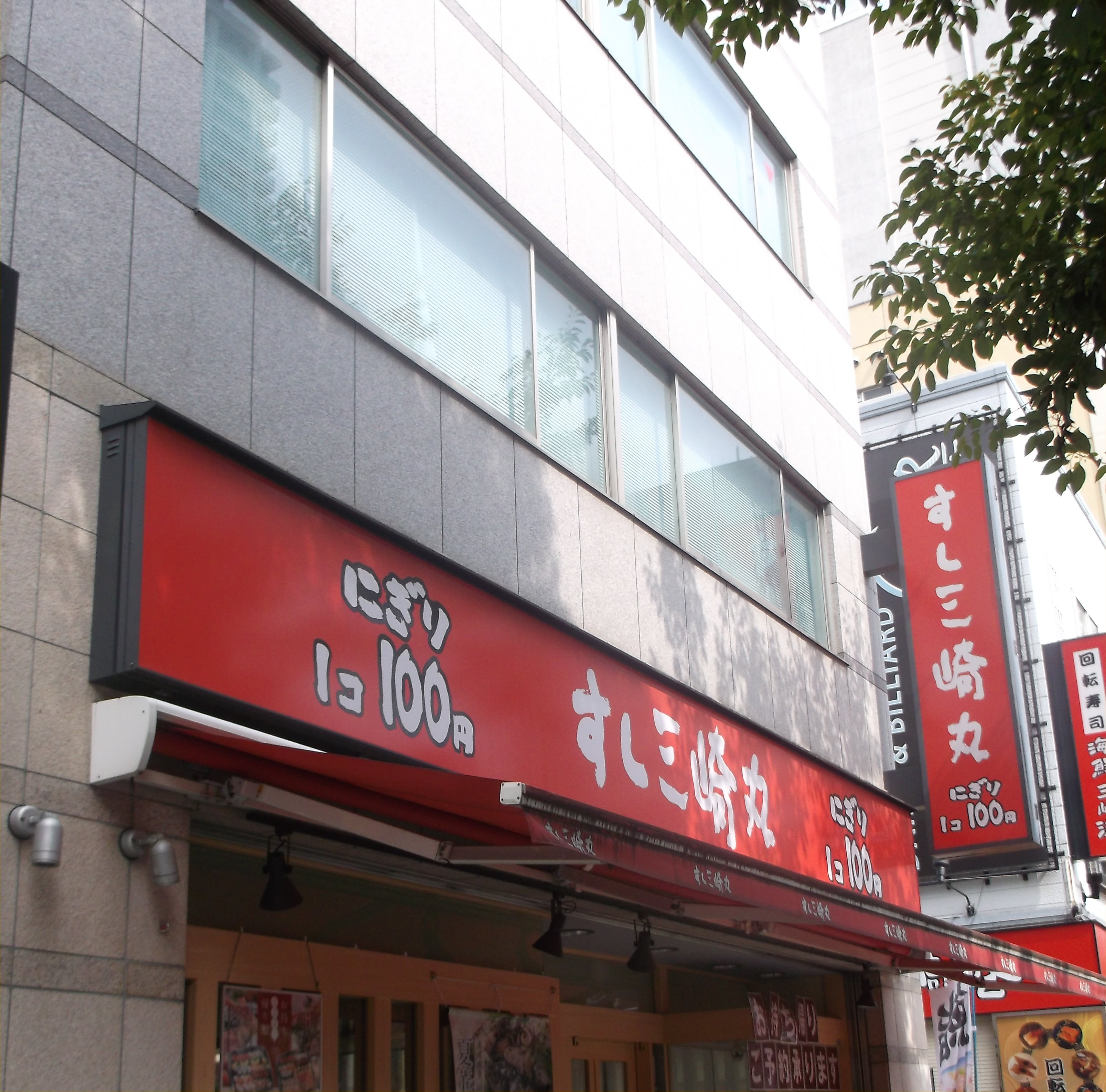
「すし三崎丸」人形町二丁目店
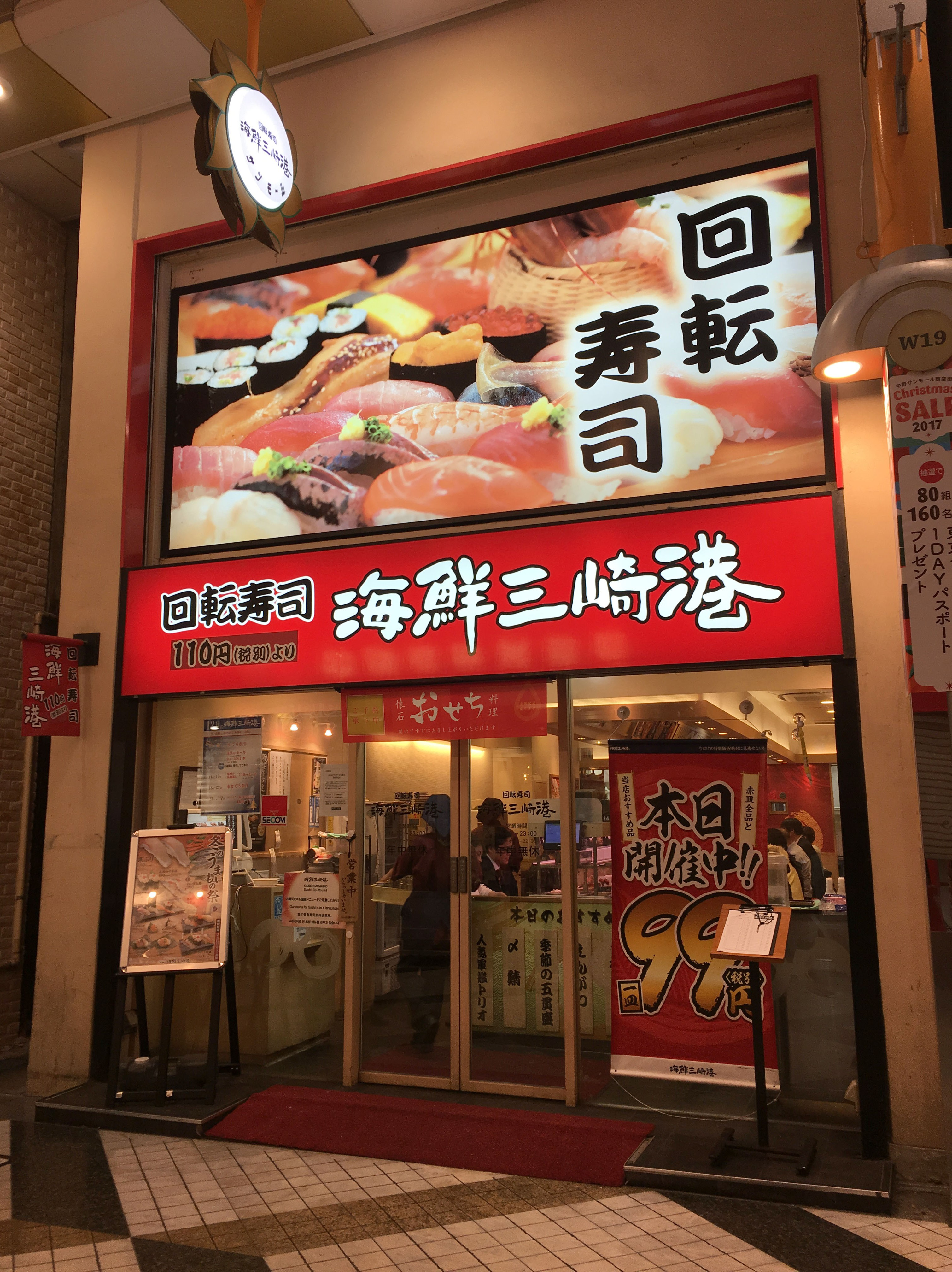
「回転寿司みさき」中野サンモール北店 (※写真は「海鮮三崎港」時代のもの)

## 関連人物
- 坂本涼子